# John Boyega
John Boyega, nato John Adedayo Bamidele Adegboyega (Londra, 17 marzo 1992), è un attore britannico, conosciuto per avere interpretato il ruolo di Finn nella trilogia sequel di Guerre stellari.

## Biografia
Boyega è nato a Peckham, Londra, da genitori nigeriani. Da adolescente ha frequentato la Westminster City School, prendendo parte a produzioni scolastiche e lezioni al Theatre Peckham. Nell'aprile 2014 viene scelto dal regista J. J. Abrams per interpretare il ruolo di Finn, uno dei protagonisti di Star Wars - Il risveglio della Forza (2015), settimo capitolo della saga di Guerre stellari. Nel 2017 recita nel film The Circle con Emma Watson e Tom Hanks e nel film Detroit di Kathryn Bigelow, per poi tornare ad interpretare Finn nel ottavo capitolo della saga di Guerre stellari intitolato Star Wars - Gli ultimi Jedi; successivamente ha ripreso tale ruolo in Star Wars - L'ascesa di Skywalker, il nono e ultimo episodio della saga.
Ha ottenuto il Golden Globe come miglior attore non protagonista in una serie nel 2021 per aver impersonato Leroy Logan nella miniserie televisiva britannica Small Axe creata e diretta da Steve McQueen.

## Filmografia

### Attore

#### Cinema
- Attack the Block - Invasione aliena (Attack the Block), regia di Joe Cornish (2011)
- Junkhearts, regia di Tinge Krishnan (2011)
- La metà di un sole giallo (Half of a Yellow Sun), regia di Biyi Bandele (2013)
- Imperial Dreams, regia di Malik Vitthal (2014)
- Star Wars - Il risveglio della Forza (Star Wars: The Force Awakens), regia di J. J. Abrams (2015)
- The Circle, regia di James Ponsoldt (2017)
- Detroit, regia di Kathryn Bigelow (2017)
- Star Wars - Gli ultimi Jedi (Star Wars: The Last Jedi), regia di Rian Johnson (2017)
- Pacific Rim - La rivolta (Pacific Rim: Uprising), regia di Steven S. DeKnight (2018)
- Star Wars - L'ascesa di Skywalker (Star Wars: The Rise of Skywalker), regia di J. J. Abrams (2019)
- Naked Singularity, regia di Chase Palmer (2021)
- The Woman King, regia di Gina Prince-Bythewood (2022)
- Infranto (Breaking), regia di Abi Damaris Corbin (2022)
- Hanno clonato Tyrone, regia di Juel Taylor (2023)

#### Televisione
- Becoming Human – serie TV, 4 episodi (2011)
- Law & Order: UK – serie TV, episodio 6x01 (2011)
- The Whale – film TV, regia di Alrick Riley (2013)
- 24: Live Another Day – serie TV, 4 episodi (2014)
- Small Axe – miniserie TV, puntata 5 (2020)

### Doppiatore
- Disney Infinity 3.0 - videogioco (2015)
- LEGO Star Wars: Il risveglio della Forza - videogioco (2016)
- Major Lazer – serie TV, 10 episodi (2015)
- Star Wars: Battlefront II - videogioco (2017)
- Star Wars: Forces of Destiny – serie TV (2017-2018)
- La collina dei conigli (Watership Down) – miniserie TV, 4 puntate (2018)

### Produttore
- Pacific Rim - La rivolta (Pacific Rim: Uprising), regia di Steven S. DeKnight (2018)

## Teatro
- Six Parties, di William Boyd, regia di Emma Keele. National Theatre di Londra (2009)
- Category B, di Roy Williams, regia di Paulette Randall. Kiln Theatre di Londra (2009)
- Seize the Day, testo e regia di Kwame Kwei-Armah. Kiln Theatre di Londra (2009)
- Detaining Justice, di Bola Agbaje, regia di Indhu Robasingham. Kiln Theatre di Londra (2009)
- Woyzeck, di Georg Büchner, adattamento di Jack Thorne, regia di Joe Murphy. Old Vic di Londra (2017)

## Riconoscimenti
- Golden Globe
  - 2021 – Miglior attore non protagonista in una serie per Small Axe
- Premio BAFTA
  - 2016 - Miglior stella emergente
- MTV Movie Awards
  - 2016 - Candidatura per la miglior performance rivelazione per Star Wars - Il risveglio della Forza
  - 2016 - Candidatura per la miglior performance d'azione per Star Wars - Il risveglio della Forza
- Empire Awards
  - 2012 - Candidatura per il miglior debutto maschile per Attack the Block - Invasione aliena
  - 2016 - Miglior debutto maschile per Star Wars - Il risveglio della Forza
- British Independent Film Awards
  - 2011 - Candidatura per il miglior esordiente per Attack the Block - Invasione aliena

## Doppiatori italiani
Nelle versioni in italiano delle opere in cui ha recitato, John Boyega è stato doppiato da:
- Luca Mannocci in Imperial Dreams, Star Wars - Il risveglio della Forza, The Circle, Star Wars - Gli ultimi Jedi, Pacific Rim - La rivolta, Star Wars - L'ascesa di Skywalker, Naked Singularity, The Woman King, Hanno clonato Tyrone, Infranto
- Flavio Aquilone in Attack the Block - Invasione aliena, Detroit
- Simone Crisari in 24: Live Another Day

Da doppiatore è sostituito da:
- Luca Mannocci in Disney Infinity 3.0, LEGO Star Wars: Il risveglio della Forza, Star Wars: Forces of Destiny, La collina dei conigli